# Carinobius bicornutus
Carinobius bicornutus is een hooiwagen uit de familie Sclerosomatidae. De wetenschappelijke naam Carinobius bicornutus is gebaseerd op een publicatie van Roewer.